# Isaac (nombre)
 Isaac   (en hebreo:יצחק Itsaq/Isāc (escuchar)ⓘ) es un nombre propio masculino de origen hebreo en su variante en español.

## Antroponimia
El nombre "Isaac" es una transliteración del nombre hebreo יצחק que literalmente significa "El más femenino". Los textos ugaríticos que datan del siglo XIII a. C. se refieren a la sonrisa benévolente del dios Ēl.
Según la etiología popular que se encuentra en el Tanaj (Antiguo Testamento), se atribuye la risa a los padres de Isaac, Abraham y Sara. Cuando Abraham tenía 99 años y su Sara 90 años, Yahveh promete que Sara tendría un hijo, Abraham, incapaz de creerlo, sonrió, antes de retirarse Yahveh le dice a Abraham; Sara tu mujer te parirá un hijo, y llamarás su nombre Isaac (Génesis 17). Tiempo después, Yahveh junto con tres hombres visitan a Abraham y le dice; De cierto volveré á ti según el tiempo de la vida, y he aquí, tendrá un hijo Sara tu mujer, Sara que escuchaba detrás de la puerta incredula se rio (Génesis 17). Abraham de cien años, cuando le nació Isaac su hijo, entonces dijo Sara; Elohim me ha hecho reir, y cualquiera que lo oyere, se reirá conmigo (Génesis 21).

## Equivalencias
|  | Equivalencia en otros idiomas | Equivalencia en otros idiomas | Equivalencia en otros idiomas |
|  | ----------------------------- | ----------------------------- | ----------------------------- |
|  | Español                       |                               | Isaac                         |
|  | Japonés                       |                               | tsaac                         |
|  | Catalán                       |                               | Isaac                         |
|  | Italiano                      |                               | Isacco                        |
|  | Chino tradicional             |                               | 艾薩克                        |
|  | Francés                       |                               | Isaac                         |
|  | Portugués                     |                               | Isaac                         |

## Santoral
La celebración del santo de  Isaac  se corresponde al día 20 de julio, al 17 de agosto y al 7 de junio.